# Leo Balet

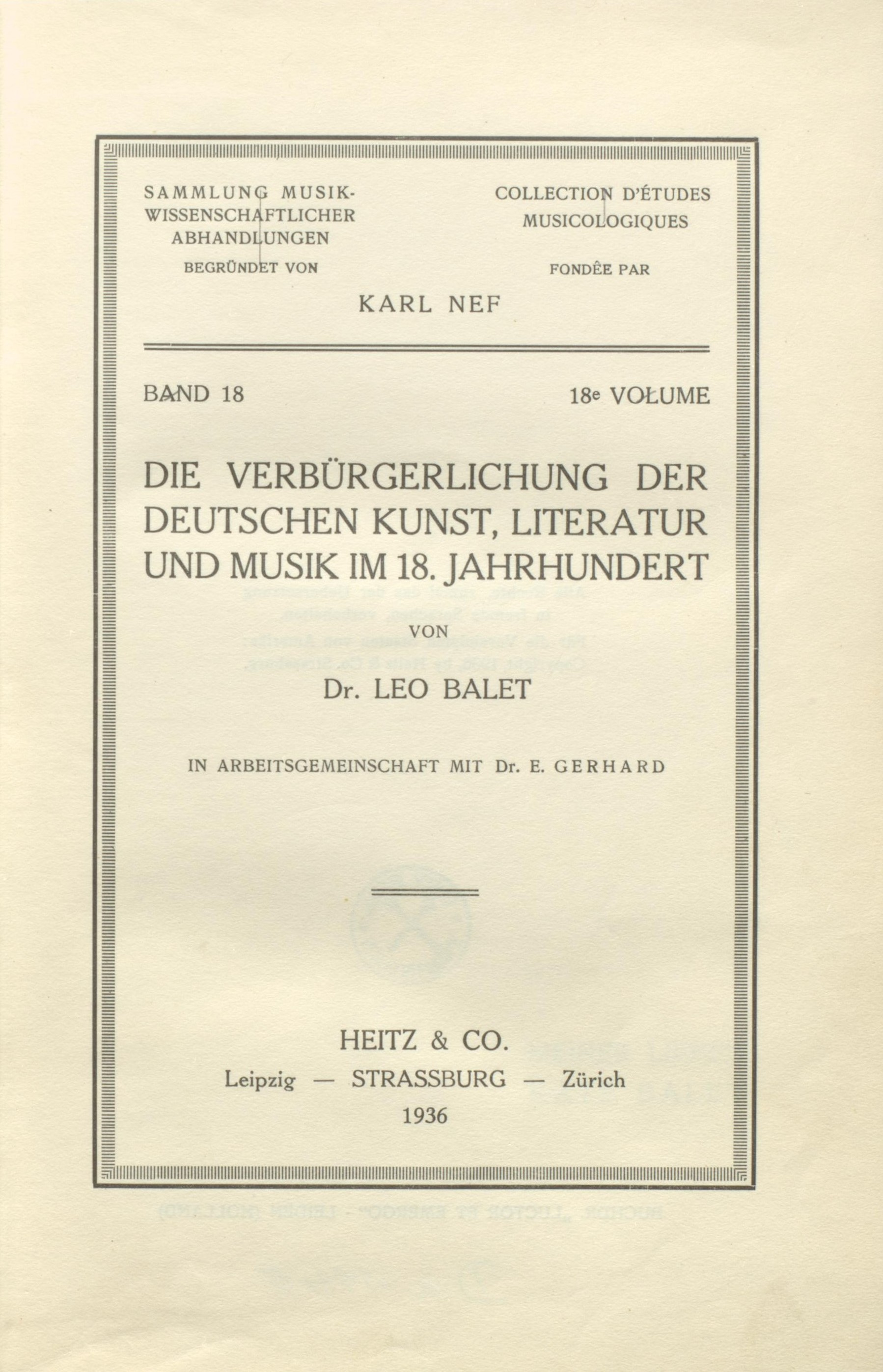
Die Verbürgerlichung der deutschen Kunst, Literatur und Musik im 18. Jahrhundert (1936)

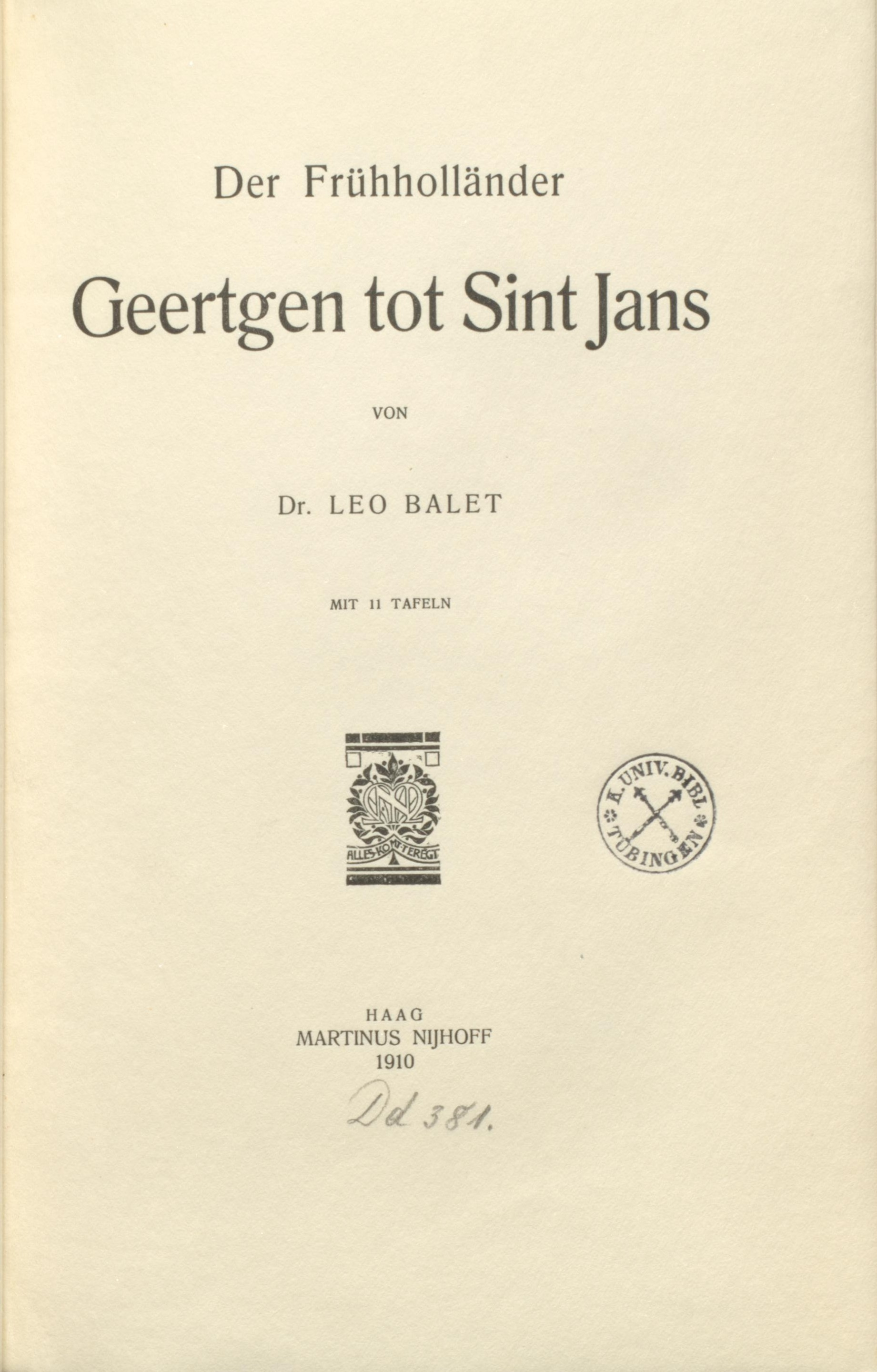
Geertgen tot Sint Jans (1910)

Leonard Balet (* 29. Juni 1878 in Rotterdam; † 21. Juni 1965 in New York City) war ein niederländisch-deutscher Musikwissenschaftler und Kunsthistoriker.

## Leben
Leo Balet besuchte die Schule in den Niederlanden und erlernte in Den Haag die Flöte. Er begann ein Studium der katholischen Theologie, das er aber 1903 abbrach. Daneben und danach studierte er Philosophie in Warmond und bis circa 1910 Kunstgeschichte in Amsterdam, Paris, München und Freiburg im Üechtland. Er wurde 1910 bei Franz Friedrich Leitschuh in Freiburg mit einer Dissertation über den Maler Geertgen tot Sint Jans promoviert. Danach arbeitete er 1911/12 am Königlichen Landesgewerbemuseum Stuttgart und von 1912 bis 1914 als Direktor des Kunstgewerbemuseums in Bremen.
In den 1920er-Jahren arbeitete er als freier Wissenschaftler in Berlin. Er trat dem Schutzverband deutscher Schriftsteller bei und wurde Ende des Jahrzehnts Mitglied der KPD. Nach der Machtübergabe an die Nationalsozialisten 1933 floh er nach Holland. Die 1936 gemeinsam mit Eberhard Rebling veröffentlichte  soziologische Studie über die gesellschaftlichen Bedingungen der Kunst wurde 1968 wieder aufgelegt. 1937 hielt er ein Referat beim „2. Kongress für Ästhetik und Kunstwissenschaft“ in Paris. 1938 floh er mit seiner Frau, die die Jahre über als Krankenschwester für den Familienunterhalt gesorgt hatte, in die USA.
In New York hatte er bis 1948 einen Lehrauftrag für Kunstgeschichte und Philosophie am Brooklyn College und danach bis 1952 an der New School for Social Research. Balet verarmte und erkrankte psychisch und starb in einer New Yorker psychiatrischen Klinik.

## Schriften (Auswahl)
- Roeping. Roman. Niederländisch. 1903
  - Im Banne der Berufung. Übersetzung Else Otten. München 1905
- (Hrsg.): Thomas von Kempen: Hofje van rozen. Übersetzung aus dem Latein von Leo Balet. Bekker, Amsterdam 1907
- Der Frühholländer Geertgen tot Sint Jans. M. Nijhoff, Den Haag 1910
- Ludwigsburger Porzellan (Figurenplastik). Deutsche Verlags-Anstalt, Stuttgart 1911
- Schwäbische Glasmalerei. Deutsche Verlags-Anstalt, Stuttgart 1912
- Dietz Edzard. Ernst Rowohlt, Berlin 1920
- Leo Balet, Eberhard Rebling: Die Verbürgerlichung der deutschen Kunst, Literatur und Musik im 18. Jahrhundert. Heitz, Leiden 1936
- (Hrsg.): Joseph Haydn: Die Londoner Trios : für zwei Flöten und Violoncello. Nagels, Kassel 1954
- (Hrsg.): Johann Sebastian Bach: Sonate G-Moll für Flöte und obligates Cembalo, BWV 1020. Nagels, Kassel 1954
- Rembrandt and Spinoza. Philosophical Library, New York 1962